# Beorn
Vous lisez un « bon article » labellisé en 2013.
Beorn est un personnage du roman Le Hobbit de J. R. R. Tolkien.
Cet homme vit en solitaire dans le val d'Anduin et possède la capacité de se changer en ours. Il offre le gîte à Thorin et à ses compagnons durant leur voyage vers la Montagne solitaire, puis réapparaît durant la bataille des Cinq Armées où son intervention décisive permet la défaite des gobelins. Il devient par la suite seigneur du val d'Anduin, régnant sur le peuple des Béorniens (Beornings en anglais, « Beornides » dans l'ancienne traduction), et meurt à une date inconnue, avant les événements relatés dans Le Seigneur des anneaux, la suite du Hobbit.
En partie inspiré des berserker de la mythologie nordique, Beorn est une figure double, à la fois sauvage et amical, violent et casanier, qui préfigure d'une certaine manière Tom Bombadil tel qu'il apparaît dans Le Seigneur des anneaux.

## Nom
Beorn signifie « ours » en vieil anglais. Ce terme est apparenté à son équivalent vieux norrois björn, qui a donné björn ou bjørn dans les langues scandinaves actuelles,. Le mot beorn est fréquemment employé dans la poésie anglo-saxonne comme synonyme de « guerrier ». Plusieurs personnages historiques ou légendaires de la période anglo-saxonne sont nommés ainsi, notamment Björn Járnsíða, fils de Ragnar Lodbrok, qui aurait participé à l'invasion de l'Angleterre menée par ses frères à la tête de la Grande Armée païenne en 865. Tolkien avait déjà utilisé ce nom à l'époque des Contes perdus pour nommer l'oncle du marin Eriol.
Les langues elfiques inventées par Tolkien présentent une autre attestation du mot beorn : il apparaît dans « Les Étymologies » où il signifie « homme » en danien, la langue des Elfes verts d'Ossiriand.

## Description
Beorn est un homme de grande taille particulièrement musclé. Il porte une épaisse barbe noire, de la même couleur que ses cheveux, et il est vêtu d'une tunique de laine qui lui arrive aux genoux. Sous sa forme animale, il ressemble à un grand ours noir. Il est irritable, de fréquentation délicate, ne recherche pas la compagnie des curieux et peut se révéler un ennemi impitoyable, notamment pour les gobelins. Il ne mange pas de viande, mais se nourrit presque uniquement de crème et de miel.
Il vit seul, à l'écart de toute civilisation, quelque part entre les Montagnes de Brume et la lisière de la forêt de Grand'Peur, près du Carroc, dont il a taillé les marches et qu'il utilise pour ses rassemblements avec d'autres ours. Il n'a pour seule compagnie que son bétail, ses chevaux et ses chiens, des animaux intelligents et doués de la parole qui lui sont entièrement dévoués, ainsi que de grosses abeilles féroces. Sa demeure est située au milieu d'une forêt de chênes, elle-même entourée par les champs de fleurs où ses abeilles viennent butiner. Elle comprend plusieurs bâtiments en rondins (granges, écuries…), dont le principal est sa maison, une construction basse et allongée,.

## Histoire

### Beorn
De l'aveu de Gandalf, les origines de Beorn sont vagues :

« Certains disent que c'est un ours, un descendant des grands ours qui vivaient jadis dans les montagnes avant l'arrivée des géants. D'autres disent que c'est un homme dont les ancêtres vivaient dans cette partie du monde avant l'arrivée de Smaug et des autres dragons, et avant que les gobelins venus du Nord n'envahissent les montagnes. Je ne saurais vous dire laquelle des deux histoires est vraie, bien que je privilégie la seconde. »

Après avoir échappé aux gobelins et aux wargs des Montagnes de Brume, Gandalf, Bilbon et les nains de la compagnie de Thorin font la rencontre de Beorn. Malgré l'irritation certaine que lui cause leur irruption dans son domaine, il se montre généreux avec ces invités inattendus en leur offrant le gîte et le couvert. À l'occasion, on apprend qu'il entretient quelques rapports avec le mage Radagast, confrère de Gandalf, qui vit plus au sud, à Rhosgobel. Beorn est d'autant mieux disposé à l'égard de ses invités inattendus une fois leur histoire confirmée par le témoignage de ses yeux, et après l'interrogatoire d'un gobelin dont la tête finit clouée à l'entrée de son domaine. La compagnie prend congé de Beorn après deux nuits passées chez lui. Ils partent de chez lui avec d'abondantes provisions, de précieux conseils, et avec des poneys qu'il leur a prêtés pour leur faciliter le trajet jusqu'à l'orée de Grand'Peur.
Lors de la bataille des Cinq Armées, alors que la victoire semble pencher du côté des gobelins, Beorn fait irruption sur le champ de bataille sous sa forme d'ours. Il massacre Bolg, le chef des gobelins, et sa garde, puis emporte Thorin, gravement blessé, hors de la zone de combat. Privés de chef, les gobelins se débandent et sont pourchassés jusqu'à la lisière de Grand'Peur. Beorn accompagne Bilbo sur le chemin du retour jusqu'à sa demeure, où ils célèbrent la Mi-Hiver.

### Les Beornides
Après la bataille des Cinq Armées, Beorn devient le souverain du val d'Anduin, entre les montagnes et la forêt. Il règne sur un peuple d'hommes auxquels il donne son nom : les Béorniens (Beornings, « Beornides » dans l'ancienne traduction). Ils assurent contre péage la traversée du Haut Col et du gué du Carroc par les voyageurs, et protègent la région contre les Orques et les Wargs. Ils sont également réputés pour leurs talents de pâtissiers : Gimli compare favorablement le lembas de Galadriel à leurs gâteaux de miel, « un grand éloge » selon lui.
Beorn lui-même meurt avant les événements relatés dans Le Seigneur des anneaux, et son fils Grimbeorn lui succède à la tête des Béorniens. Durant la guerre de l'Anneau, ils participent aux combats contre Dol Guldur aux côtés des Elfes du royaume sylvestre et de la Lothlórien. Après la chute de Sauron, ils reçoivent toute la partie centrale de la forêt, entre le royaume de Thranduil au nord et celui de Celeborn au sud.

## Création et évolution
Dans les brouillons du Hobbit, le personnage de Beorn porte tout d'abord le nom de Medwed, qui signifie également « ours », mais dans les langues slaves et non germaniques. Tolkien note de changer ce nom en Beorn dans des notes prises après la rédaction du chapitre 7, « Medwed » (« Un curieux logis » dans le roman publié), et applique ce changement dans l'avant-dernier chapitre, au moment de la mention de la participation du personnage à la bataille des Cinq Armées.
La mention de Grimbeorn et des Béorniens dans Le Seigneur des anneaux apparaît à l'origine dans le chapitre « Galadriel » (« Le Miroir de Galadriel » dans le roman publié), lorsque Celeborn suggère aux membres de la Fraternité de l'Anneau d'abandonner leur quête s'ils jugent en avoir fait assez ; il promet d'aider Gimli à se rendre jusqu'au pays des Béorniens s'il souhaite rentrer chez lui. Par la suite, lorsqu'il devient évident qu'aucun membre de la Compagnie ne peut disparaître du récit à ce stade, Tolkien déplace les informations sur les Béorniens dans la conversation entre Frodo et Glóin à Fendeval, dans le chapitre « Nombreuses rencontres ».

## Critique et analyse

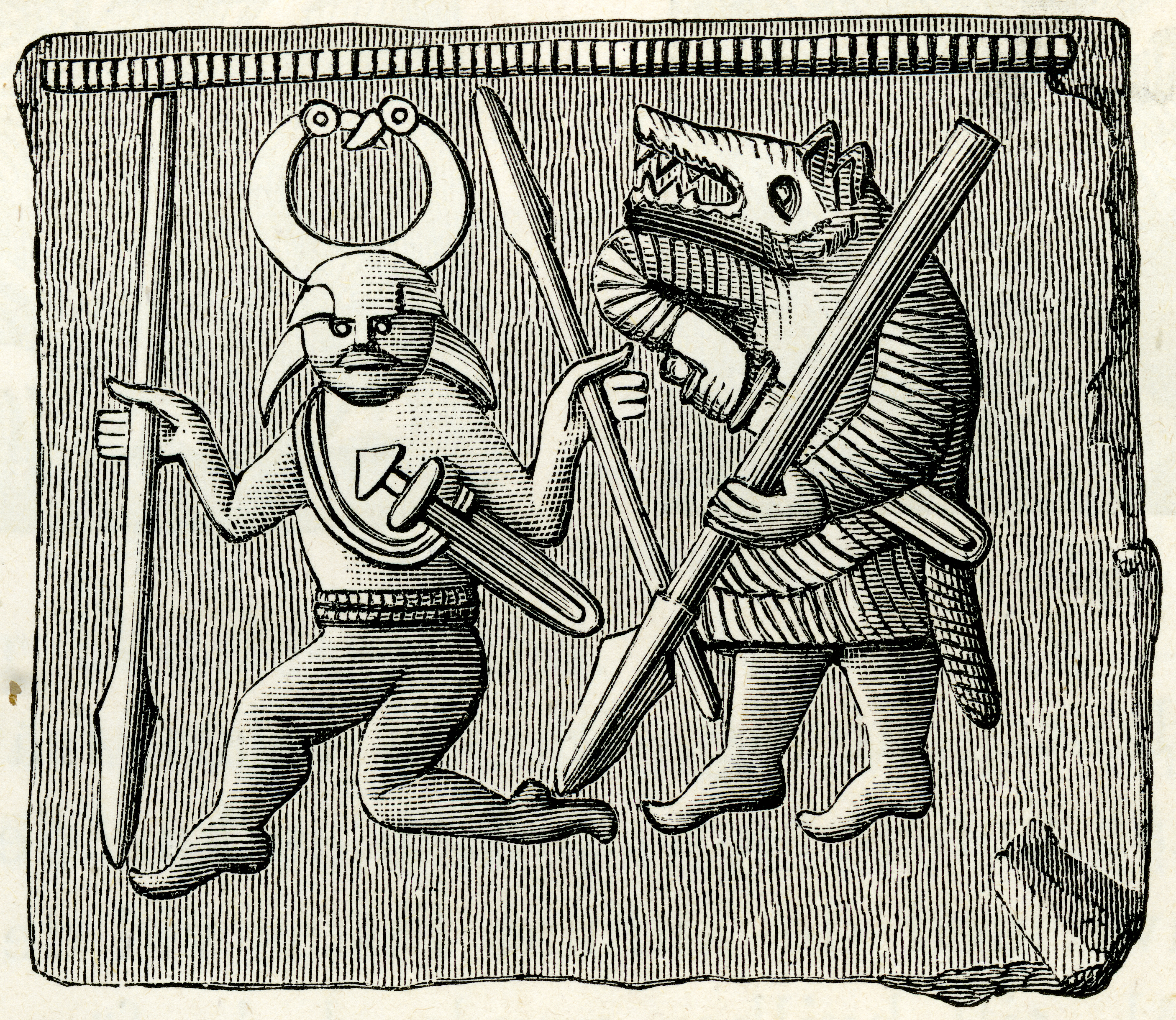
À droite, un guerrier berserk (matrices de Torslunda, fin du VIe siècle).

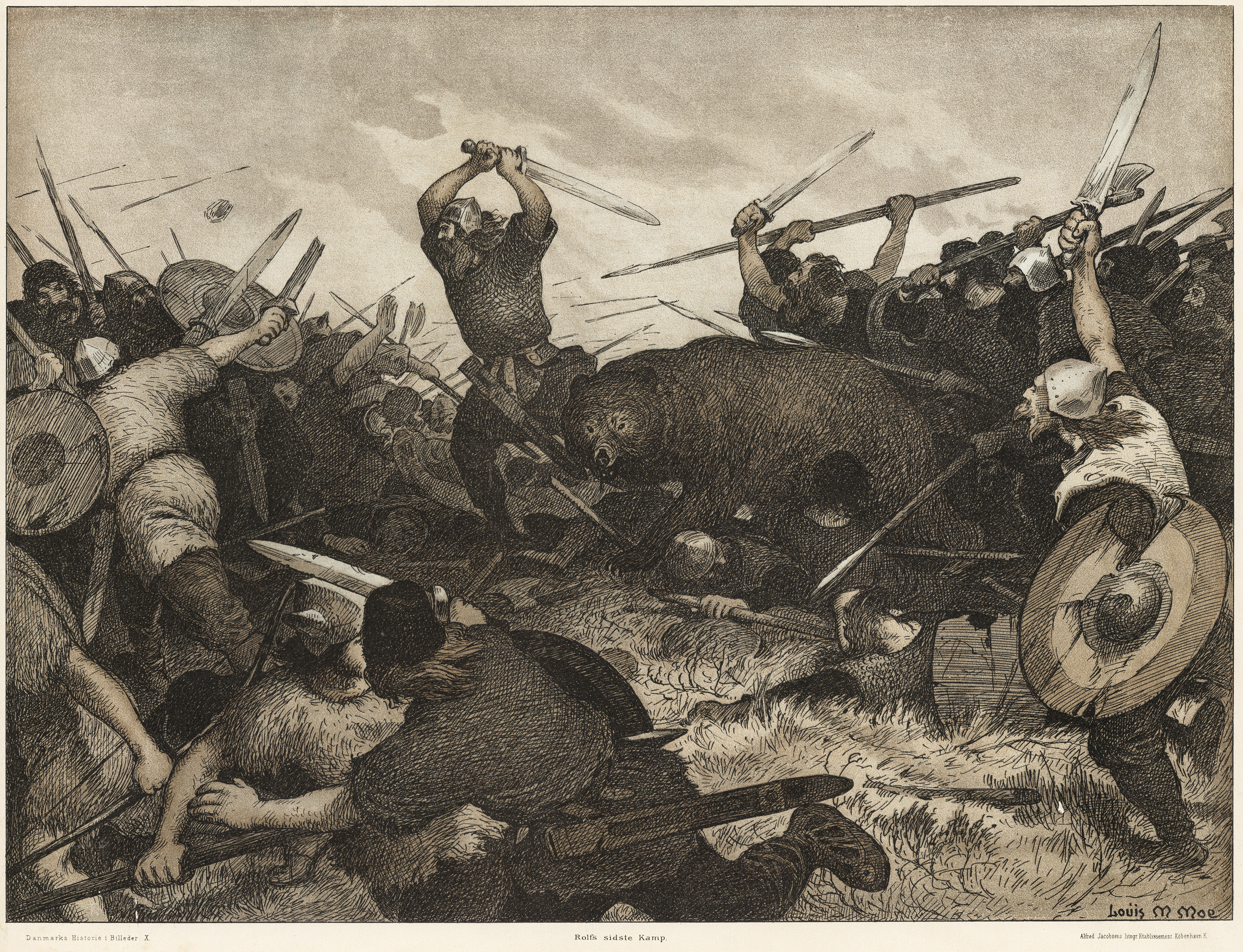
Dans la Saga de Hrólf Kraki, Bödvar Bjarki combat sous sa forme d'ours lors de sa dernière bataille.
Lithographie de Louis Moe, 1898.

Le personnage de Beorn trahit les influences nordiques de Tolkien : pour Tom Shippey, « il est, d'une certaine façon, le personnage le moins inventé du livre ». Il le compare d'une part à Bödvar Bjarki, personnage de la saga de Hrólf Kraki condamné à se changer en ours durant la journée après avoir été maudit par une sorcière, et d'autre part à Beowulf, héros du poème du même nom. Les noms de ces deux personnages renvoient à l'ours : le premier signifie « petit ours », et le second se traduit littéralement par « loup des abeilles », un kenning désignant ce même animal. Douglas A. Anderson propose de le rapprocher également du père de Bödvar Bjarki, qui porte lui aussi le nom de Björn. John D. Rateliff reprend le parallèle avec Bödvar Bjarki, mais estime que Tolkien s'est aussi inspiré de ses deux frères Elk-Frothi et Thorir : Beorn est un solitaire, comme Elk-Frothi (et contrairement à Bödvar), et il devient le souverain d'un peuple qui porte son nom, comme Thorir. Son apparition durant la bataille des Cinq Armées, furieuse et déchaînée, rappelle le comportement des berserker nordiques,.
La demeure de Beorn est construite sur le modèle des halls germaniques, à l'image de Heorot, le palais du roi Hroðgar dans Beowulf : une grande salle, toute en longueur, structurée par des piliers de bois et dont un foyer occupe le centre. Cette ressemblance apparaît de manière évidente dans l'illustration « Beorn's Hall », réalisée par Tolkien pour la première édition du Hobbit. Une première version de cette illustration reprenait même la perspective du dessin d'un hall nordique parue dans An Introduction to Old Norse (1927), ouvrage écrit par un collègue et proche collaborateur de Tolkien, E. V. Gordon.
Marjorie Burns nuance l'inspiration nordique de Beorn : selon elle, les animaux à son service illustrent l'opinion de Tolkien sur la nécessité des relations hiérarchiques de classe, une idée entièrement absente au concept du « solitaire » nordique, farouchement indépendant. Elle distingue également dans Beorn et sa demeure plusieurs caractéristiques purement anglaises, tel le jardin de fleurs qui entoure son hall germanisant et rappelle celui de Cul-de-Sac. S'il est capable de faire preuve de violence, Beorn s'avère tout de même un être civilisé, voire pacifique, plus anglais que nordique en ce sens : il ne chasse pas et ne se nourrit que de miel et de crème,. Burns lui trouve encore plusieurs points communs avec Bertilak de Hautdésert, le chevalier vert du poème moyen-anglais Sire Gauvain et le Chevalier vert, que Tolkien n'a cessé d'étudier durant sa carrière universitaire : ce sont deux personnages imposants qui vivent isolés au cœur d'une nature sauvage et peuvent changer de forme.
Sur un plan plus personnel, Rateliff note que des ours jouent également un rôle important dans d'autres histoires inventées par Tolkien pour ses enfants : l'ours Karhu et ses neveux Paksu et Valkotukka dans les Lettres du Père Noël, ou les trois ours Archie, Teddy et Bruno dans Monsieur Merveille. Les trois fils de Tolkien étaient particulièrement férus de cet animal. Rateliff estime que l'évolution du personnage de Karhu dans les Lettres du Père Noël vers un rôle (relativement) plus sombre et violent à partir des années 1932-1933 est en partie due à l'influence du Hobbit. L'idée des serviteurs animaux doués de la parole pourrait quant à elle provenir de la série de romans de Hugh Lofting ayant pour héros le docteur Dolittle, une lecture dont les enfants Tolkien étaient friands.
Dès 1966, Peter S. Beagle voit en Beorn « un précurseur de Tom Bombadil, personnage plus développé ». Paul W. Lewis développe cette comparaison : ces deux personnages sont d'une nature puissante et mystérieuse, jamais réellement expliquée, qui transparaît par exemple dans leur capacité à nommer les choses de manière vraie (Beorn nomme le Carrock, tandis que Bombadil donne leurs noms aux poneys des hobbits). En dépit de leur indépendance, Beorn comme Bombadil apportent leur aide aux héros, en les hébergeant et en les secourant à un moment critique (Beorn à la bataille des Cinq Armées, Bombadil dans les Hauts des Galgals). Ils restent néanmoins des figures mineures, qui ajoutent au réalisme et à la profondeur de la Terre du Milieu.

## Adaptations

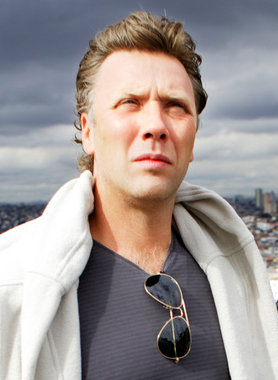
Mikael Persbrandt.

- Denys Hawthorne prête sa voix à Beorn dans l'adaptation radiophonique du Hobbit pour la BBC (1968).
- Le jeu de cartes à collectionner Le Seigneur des anneaux : les sorciers comprend une carte « Beorn », illustrée par Stefano Baldo (1995-1998).
- Le personnage n'apparaît que lors de la bataille des Cinq Armées dans le jeu vidéo Bilbo le Hobbit (2003).
- Beorn est interprété par l'acteur suédois Mikael Persbrandt dans l'adaptation cinématographique en trois volets de Peter Jackson (2012-2014). Son rôle dans la bataille des Cinq Armées est moins important que dans le livre ; ce n'est notamment plus lui qui tue Bolg, mais Legolas.